# Crepidotus lundellii
Crepidotus lundellii es una especie de hongo, del orden Agaricales, de la familia Crepidotaceae, perteneciente al género Crepidotus.

## Características
El píleo tiene la forma de un pétalo puede medir hasta 1,7 centímetros de diámetro y 6 milímetros  de espesor, es aterciopelado, no desarrolla tallo, su color es blanquecino a beige claro, cuando se secan es de color ocre, crece en los tacones de madera y troncos muertos en los meses de verano y a principios del otoño, en Estados Unidos (Míchigan y Nueva York) y en Europa. Las esporas son de color marrón amarillento.